# Tour della nazionale maschile di rugby a 15 dell'Inghilterra 2000
Tra il 2000 e il 2003, ossia nel periodo tra le due edizioni della Coppa del Mondo di rugby, la Nazionale inglese di rugby si è recata più volte in tour. Clive Woodward stava costruendo la squadra che vincerà successivamente la coppa del mondo, guidata da Martin Johnson e Jonny Wilkinson.
Nel 2000, la squadra si reca in tour in Sudafrica, dove sostanzialmente pareggia la serie con una clamorosa vittoria nel secondo test.
| Potchesform 13 giugno 2000 | NW Districts Leopards | 22 – 52 | Inghilterra XV |  |

| Arbitro: | Colin Hawke |

| |            | |
| | mt         | Luger |
| | tr         | Stimpson |
| Van Straaten 6 | c.p.       | Stimpson 2 |
| · 15.Percy Montgomery, 14.Breyton Paulse, 13.Robbie Fleck, 12.De Wet Barry, 11.Pieter Rossouw, 10.Braam van Straaten, 9.Joost van der Westhuizen, 8.Andre Vos (cap.), 7.Andre Venter, 6.Johan Erasmus, 5.Krynauw Otto, 4.Selborne Boome, 3.Willie Meyer , 2.Charl Marais, 1.Robbie Kempson - Sostituti: Thinus Delport, Corne Krige, Chester Williams, Albert van den Berg, Ollie le Roux - Non entrati : Dan van Zyl, John Smit | Formazioni | 15.Matt Perry, 14.Tim Stimpson, 13.Mike Tindall, 12.Mike Catt, 11.Dan Luger, 10.Austin Healey, 9.Kyran Bracken, 8.Lawrence Dallaglio, 7.Neil Back, 6.Richard Hill, 5.Danny Grewcock, 4.Martin Johnson (cap), 3.Julian White, 2.Phil Greening, 1.Jason Leonard - Sostituti: 16.Mark Regan, 17.David Flatman, 18.Simon Shaw, 19.Leon Lloyd, 20.Joe Worsley, 21.Martyn Wood, 22.Ben Cohen |

| Kimberley 20 giugno 2000 | Grigualand West | 16 – 55 | Inghilterra XV |  |

| Arbitro: | Stuart Dickinson |

| |            | |
| van der Westhuizen | mt         | |
| Montgomery | tr         | |
| Montgomery, van Straaten 4 | c.p.       | Wilkinson 8 |
| | drop       | Wilkinson |
| 15.Percy Montgomery, 14.Breyton Paulse, 13.Robbie Fleck, 12.De Wet Barry, 11.Pieter Rossouw, 10.Braam van Straaten, 9.Joost van der Westhuizen, 8.Andre Vos (cap.), 7.Andre Venter, 6.Johan Erasmus, 5.Krynauw Otto, 4.Selborne Boome, 3.Willie Meyer, 2.Charl Marais, 1.Robbie Kempson - Sostituti: Thinus Delport, Corne Krige, Chester Williams, Albert van den Berg, Ollie le Roux - Non entrati : Dan van Zyl, John Smit | Formazioni | 15.Matt Perry, 14.Tim Stimpson, 13.Mike Tindall, 12.Mike Catt, 11.Dan Luger, 10.Austin Healey, 9.Kyran Bracken, 8.Lawrence Dallaglio, 7.Neil Back, 6.Richard Hill, 5.Danny Grewcock, 4.Martin Johnson (cap.), 3.Julian White, 2.Phil Greening, 1.Jason Leonard - Sostituti: Mark Regan, David Flatman, Simon Shaw, Leon Lloyd, Joe Worsley - Non entrati : Martyn Wood, Ben Cohen |

| Brakpan 26 giugno 2000 | Falcons | 27 – 36 | Inghilterra XV |  |